# Saint-Séverin-d’Estissac
Saint-Séverin-d’Estissac – miejscowość i gmina we Francji, w regionie Nowa Akwitania, w departamencie Dordogne.
Według danych na rok 1990 gminę zamieszkiwało 55 osób, a gęstość zaludnienia wynosiła 10 osób/km² (wśród 2290 gmin Akwitanii Saint-Séverin-d’Estissac plasuje się na 1117. miejscu pod względem liczby ludności, natomiast pod względem powierzchni na miejscu 1395.).